# Lewobele (Adonara Tengah)
Lewobele is een bestuurslaag in het regentschap Flores Timur van de provincie Oost-Nusa Tenggara, Indonesië. Lewobele telt 759 inwoners (volkstelling 2010).